# David Harvey (Geograph)

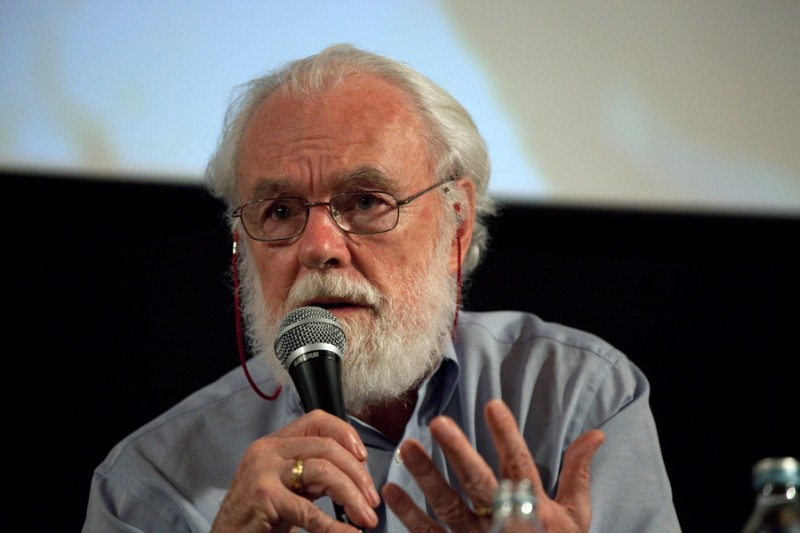
David Harvey 2013 in Zagreb

David W. Harvey (* 31. Oktober 1935 in Gillingham, Kent) ist ein US-amerikanisch-britischer Humangeograph und Sozialtheoretiker. 1973 wurde er durch sein Werk Social Justice and the City zu einem führenden Verfechter neomarxistischer Ideen in der Geographie. Etwa seit Anfang/Mitte der 1980er-Jahre ist er der meistzitierte Geograph der Welt. Harvey kritisiert neoimperialistische Entwicklungen, die er als „Akkumulation durch Enteignung“ bezeichnet.
Die geographischen Forschungen Harveys bestanden zu Beginn seines Wirkens in regionalhistorischen Untersuchungen. Bald darauf wandte er seine Interessen in Richtung der Methodik und Philosophie der Geographie. Spätestens seit 1969 ist der Name Harveys verbunden mit der geographischen Analyse sozialer Gerechtigkeit und der Natur des kapitalistischen Systems. Seine akademische Karriere führte Harvey in dieser Zeit von Cambridge über Bristol nach Baltimore (USA). Trotz zahlreicher Engagements in Oxford oder an der London School of Economics und der City University of New York kann Baltimore als neue Heimat des Wissenschaftlers gelten. Immer wieder ist es auch diese früher so von der Stahlindustrie und Metallverarbeitung geprägte Ostküstenstadt, die Harvey in seinen zahlreichen Publikationen als Beispiel zur Illustrierung seiner Thesen zur Entwicklung urbaner Räume und zum wirtschaftlichen Strukturwandel anführt. Harvey selbst sieht den Großteil seiner Arbeit „dem Versuch gewidmet, den Prozess zu verstehen, wie Kapital zu einem bestimmten Zeitpunkt eine geographische Landschaft nach seinem eigenen Bild formt, nur um sie später wieder zerstören zu müssen, um in ihr die ihm eigene Dynamik endloser Kapitalakkumulierung, starken technologischen Wandels und heftiger Klassenkämpfe unterbringen zu können.“
Die Analyse nach der Methodik Karl Marx’ ist Harvey bei seinen Untersuchungen stets der entscheidende Wegweiser geblieben. Als Begründung hierfür wird nicht etwa auf eine der Marxschen Theorie von vornhinein innewohnenden Überlegenheit abgestellt (auch wenn der bekennende Marxist Harvey immer wieder seine grundsätzliche Zuneigung zu deren Forderung nach Wandel betont). Grund sei vielmehr, dass er keinen anderen Weg finden könne, in seiner Analyse das zu erreichen, was er sich vorgenommen habe, oder das zu verstehen, was verstanden werden müsse.
Harvey ist Mitglied und Teil des vorläufigen Ausschusses der Internationalen Organisation für eine Partizipatorische Gesellschaft (IOPS).

## Werk

### Soziale Prozesse und räumliche Formen

#### Der Raumbegriff Harveys
Zu Beginn seiner Hinwendung zur Erforschung der Natur des Kapitalismus stellte Harvey fest, dass soziale Prozesse und räumliche Formen bisher meist in getrennter Form behandelt worden waren. Sein Ziel wurde es, die Untersuchung beider Aspekte zusammenzuführen. Der grundlegende Beobachtungsgegenstand ergab sich für ihn aus der Tatsache, dass keine philosophischen Antworten auf die Frage nach der Natur von Räumen möglich seien. Die Antworten lägen allein in der Praxis des Menschen. Auch bei der Frage nach der in seinem Werk immer wieder auftauchenden „social justice“ belastet sich Harvey nicht durch eine philosophische Bestimmung dieses Begriffs. Es gehe ihm vielmehr darum, zu zeigen, dass sich Konzepte sozialer Gerechtigkeit und Moral auf die menschliche Praxis beziehen und sich aus dieser ergeben, anstatt über die ewigen Wahrheiten dieser Konzepte zu referieren. Denn nach Marx sei ein jeder Akt der Beobachtung bereits auch schon ein Akt der Bewertung und eine Trennung der beiden Betrachtungsweisen eine künstliche Unterscheidung, die in Wirklichkeit gar nicht existiere.
Der Raumbegriff, den Harvey seinen Untersuchungen zugrunde legt, sieht den Raum aus Objekten zusammengesetzt, die nur dann existieren, wenn sie Beziehungen zu anderen Objekten in sich enthalten und repräsentieren. Zusammengenommen ergäben all diese Objekte eine Totalität, die über die Summe ihrer Einzelteile hinausgeht und eine von diesen unabhängige Existenz besitzt. Die Totalität trachte danach, alle Teile so auszurichten, dass sie für die Erhaltung der Existenz und der Struktur des Ganzen funktionieren. Der Kapitalismus beispielsweise trachte danach, alle Elemente und Beziehungen in sich so zu formen, dass der Kapitalismus als fortlaufendes System erhalten bleibe.

#### Die „Geopolitik des Kapitalismus“

##### Voraussetzungen der Kapitalzirkulation
Wichtigste Voraussetzung für die Erhaltung des kapitalistischen Systems ist für Harvey die Aufrechterhaltung der Zirkulation des Kapitals durch die ununterbrochene Produktion und Vermarktung von Gütern im Hinblick auf Profit. Die konstante Sorge im Kapitalismus sei deshalb die Schaffung sozialer und physischer Infrastruktur, welche diese Zirkulation ermöglichen. Hieraus resultiert nach Harvey eine „Geopolitik des Kapitalismus“. Harvey postuliert (nach Marx) die 10 Kernpunkte der Zirkulation des Kapitals:
1. Ideologie des Wirtschaftswachstums: Die ständige Steigerung des Wertes der produzierten Güter ist dem Kapitalismus immanent und erfolgt ohne Rücksicht auf ökologische, menschliche oder geopolitische Konsequenzen.
2. Wachstum durch Anwendung menschlicher Arbeit in der Produktion: Menschliche Arbeitskraft ist die exklusive Quelle der Wertschöpfung.
3. Profit: Aus der Ausbeutung der Arbeitskraft in der Produktion erwächst der Profit.
4. Klassenrelationen: Die Trennung in Käufer und Verkäufer etabliert Klassenbeziehungen aller Art.
5. Klassenkampf: Das Bestehen von Klassenrelationen bedingt Widerstand, Gegnerschaft und Auseinandersetzung.
6. Technologischer Wandel: Durch den innerkapitalistischen Wettbewerb und zur besseren Kontrolle der Arbeitskraft ist der Kapitalismus notwendigerweise technologisch dynamisch.
7. Mittel: Es müssen Wege gefunden werden, Kapital und Arbeitskraft zu produzieren und zu reproduzieren, um die für das Überleben des Kapitalismus notwendige technologische Dynamik zu ermöglichen.
8. Die Zirkulation des Kapitals ist instabil: Das System expandiert durch die Ausbeutung von Arbeitskraft, während die technologische Dynamik die Arbeitskraft, die wahre Basis des Wachstums, aus der Produktion hinausdrängt. Wachstum und technischer Fortschritt sind daher, obwohl beide für den Kapitalismus notwendig, Gegenspieler. Dieser Widerspruch resultiert in periodischen Krisen bis hin zur zeitweiligen Unterbrechung der Zirkulation des Kapitals.
9. Überakkumulation: Die Krisen zeigen sich typischerweise als Zustand, in dem die für das System notwendigen Überschüsse an Kapital und Arbeit nicht länger mehr absorbiert werden können.
10. Entwertung: Überschüsse, die nicht in die Zirkulation des Kapitals absorbiert werden können, werden entwertet oder sogar vernichtet.

##### Etablierung einer immobilen Infrastruktur
Der Kapitalismus steht Harvey zufolge vor dem Problem, seine Überschüsse an Kapital und Arbeit in die Kapitalzirkulation einfließen lassen zu müssen, um diese aufrechtzuerhalten und die Entwertung der Überschüsse zu verhindern. Eine Lösungsmöglichkeit bestehe daher in der Erschließung neuer Räume durch den Kapitalismus, in denen die Absorption des Kapitals noch nicht durch die Überakkumulation gefährdet ist. Der Kapitalismus nutze dabei seine Möglichkeiten, über den Raum zu verfügen und aus räumlichen Unterschieden Profit zu schlagen. Ziel sei es dabei, durch technischen und organisatorischen Fortschritt eine Reduzierung der Zeit und der Kosten für Mobilität zu erreichen und so für die Verwendung des Kapitals eine immer größere Freiheit von geographischen Einschränkungen zu erlangen. Voraussetzung hierfür sei aber eine Mobilität des Kapitals, die sich nur durch die Etablierung einer immobilen Infrastruktur in den zu erschließenden Räumen erreichen lässt. Als Beispiel für solche Infrastruktur führt Harvey Einrichtungen für die (Tele-)Kommunikation, den Transport und die Reproduktion von Arbeitskraft ebenso an wie das Vorhandensein eines auf staatliche, Finanz- und gesetzliche Einrichtungen gestütztes Kreditsystem, einer Währungspolitik und -sicherheit und von notwendigen Dienstleistungen aller Art. Um die Beweglichkeit des Kapitals zu gewährleisten, wird also ein Teil des Gesamtkapitals und der Gesamtarbeitskraft in Form dieser Infrastruktur fest im Raum verankert: „Die Fähigkeit [des Kapitals] Raum zu überwinden, beruht auf der Produktion von Raum.“

##### Entstehung von „regional spaces“
Durch die Errichtung einer immobilen Infrastruktur wird die Geographie der Produktion in unterschiedliche räumliche Gegebenheiten zerteilt. Es entstehen so „regional spaces“, in denen Produktion und Konsum, Angebot und Nachfrage, Klassenkampf und Akkumulation sowie Kultur und Lebensstil innerhalb der Gesamtheit der Produktionsfaktoren und sozialen Beziehungen als „structured coherence“ zusammenhängen. Durch „revolutions in capitalist forms of organization“ können diese „regional spaces“ immer größer werden. Durch Staatenbildung und die Formung von Klassenallianzen (bis hin zum Nationalismus) können diese Räume zudem eine gewisse Stabilität erreichen. Grundsätzliches Merkmal des kapitalistischen Systems ist jedoch nach Harvey, dass die einst neu aufgebauten Räume durch die ständige Suche nach neuen Absorptionsmöglichkeiten für das Kapital und die technologische Dynamik früher oder später wieder zerstört und neu aufgebaut werden: „Der Kapitalismus strebt ewig danach, eine soziale und physische Landschaft nach seinem eigenen Bild zu schaffen und diese zu einem bestimmten Zeitpunkt nach seinen Bedürfnissen auszustatten, nur um diese Landschaft zu einem späteren Zeitpunkt genauso sicher zu untergraben, auseinander zu nehmen oder gar zu zerstören.“ “Die inneren Widersprüche des Kapitalismus werden durch die ruhelose Bildung und Auflösung von geographischen Landschaften ausgedrückt.”.

##### Konfliktpotentiale
Harvey sieht diese ständigen Wandlungsprozesse nicht konfliktfrei ablaufen. Sie würden vielmehr immer durch Krisen und Auseinandersetzungen geprägt. Teilweise seien die destruktiven Kräfte, die dabei freigesetzt würden, Folge von Maßnahmen der betroffenen Räume, denen eine externe Lösung ihrer Probleme als ein Ausweg erscheinen könne, um ihre „structured coherence“ zu retten. Teilweise seien Krise und Zerstörung jedoch auch notwendige Etappen in der Eröffnung neuer Räume und neuer Absorptionsmöglichkeiten für das Kapital.
Der Kapitalismus „kauft Zeit“. So interpretiert Harvey die Erschließung neuer Räume für den Kapitalkreislauf, die letztlich aber trotz allem immer in einer der dem System immanenten Krise enden müsse. So wie in den 1920er- und 1930er-Jahren, als infolge von fortgesetzten Krisen des Kapitals und der Klassenallianzen in den verschiedenen Wirtschaftsräumen oder „regional spaces“ eine zunehmende Fragmentierung der Weltwirtschaft einsetzte, die erst im „Golden Age Growth“ seit den 1950er-Jahren endete, das Harvey als Phase mit überdurchschnittlich erfolgreicher Kapitalzirkulation und Erschließung neuer Räume für das Kapital interpretiert. Auf dem Weg dorthin aber habe weder die Sozialpolitik des New Deals in den USA, geschweige denn der Bau von Autobahnen in Deutschland sich als Hilfsmaßnahme bewähren können. „Es war in echt der Zweite Weltkrieg, der Vollbeschäftigung und neue Investitionen gebracht hat“.
Als Folge dieser Entwicklung hätten die neuen Regionen (v. a. Europa) Überschüsse erzielt und sich demnach selber auf die Suche nach neuen Räumen mit Absorptionsmöglichkeiten für ihre Profite gemacht. Da sich die dabei erschlossenen Räume in der Folge ebenfalls in voll kapitalisierte Wirtschaften entwickelten, wäre es eine Frage der Zeit, bis diese genauso vor dem Problem stünden, ihre Überschüsse in die Kapitalzirkulation einzubringen. Die daraus resultierenden Krisen und die Konkurrenz der Räume untereinander sieht Harvey daher zwangsläufig in einer erneuten Großkrise (wie einem Dritten Weltkrieg) und der Zerstörung großer Teile der geschaffenen Räume enden.
Nicht alle Kriege seien rein kapitalistischer Natur, schließt Harvey sein Urteil über die Geopolitik des Kapitalismus. „Aber was unsere Theorie nachdrücklich fordert, ist, dass wir die Ersetzung der kapitalistischen Produktionsweise (…) als eine notwendige Bedingung für das Überleben der Menschheit sehen.“
Im Jahr 2019 kam Harvey jedoch zu dem Schluss, dass es derzeit nicht möglich sei, den Kapitalismus zu stürzen. Man müsse daher auf absehbare Zeit den Kapitalismus unterstützen, um ihn langsam umzuwandeln:
»Die Fantasievorstellung, die Sozialisten oder Kommunisten 1850 vielleicht hatten – nämlich dieses kapitalistische System zu zerstören, und dass wir etwas ganz Anderes aufbauen können – ist derzeit also unmöglich. … Das Kapital … ist zu dominant, und wir brauchen es zu dringend, als dass wir zulassen könnten, dass es scheitert. Wir müssen einige Zeit damit zubringen, es zu stützen, zu versuchen es zu reorganisieren, und es vielleicht im Laufe der Zeit ganz langsam in eine andere Konfiguration umwandeln. Ein revolutionärer Umsturz dieses kapitalistischen Wirtschaftssystems ist derzeit jedoch unvorstellbar. Das wird nicht geschehen, und es kann nicht geschehen, und wir müssen dafür sorgen, dass es nicht geschieht.«

## Akademische Laufbahn
- B.A. (Hons) St John’s College, Cambridge, Vereinigtes Königreich (1957)
- Ph. D., St John’s College, Cambridge, Vereinigtes Königreich (1961)
- Post-doc, Universität Uppsala, Uppsala, Schweden (1960–1961)
- Lecturer, University of Bristol, Bristol, Vereinigtes Königreich (1961–1969)
- Associate Professor, Department of Geography and Environmental Engineering, Johns Hopkins University, Baltimore, Vereinigte Staaten (1969–1973)
- Professor, Department of Geography and Environmental Engineering, Johns Hopkins University, Baltimore, Vereinigte Staaten (1973–1987 und 1993–2001)
- Halford Mackinder Professor of Geography, University of Oxford, Oxford, Vereinigtes Königreich (1987–1993)
- Distinguished Professor, Dept. of Anthropology, Graduate Center der City University of New York, New York City, Vereinigte Staaten (2001 bis heute)

## Auszeichnungen
Die Ehrendoktorwürde wurde Harvey durch die Universidad de Buenos Aires (1997), die Universität Roskilde (1997), die Universität Uppsala (2000), die Ohio State University (2004), die Universität Lund, die University of Kent (je 2008), das Goldsmiths, University of London, die University of Bristol (je 2012), die London School of Economics and Political Science (2015) und die Charokopio-Universität (2019) verliehen. Außerdem erhielt er u. a. 1989 die Anders-Retzius-Medaille in Gold der schwedischen Gesellschaft für Anthropologie und Geographie sowie 1995 den Prix Vautrin Lud und die Patron’s Medal der Royal Geographical Society. Ferner ist Harvey gewähltes Mitglied der American Academy of Arts and Sciences und der British Academy, die ihm 2018 ihre Leverhulme-Medaille verlieh.

## Veröffentlichungen
- Explanation in Geography. 1969.
- Social Justice and the City. 1973.
- The Limits to Capital. 1982.
- The Urbanization of Capital. 1985.
- Consciousness and the Urban Experience. 1985.
- The Condition of Postmodernity. 1989.
- The Urban Experience. 1989.
- Justice, Nature and the Geography of Difference. 1996.
- Megacities Lecture 4: Possible Urban Worlds. Twynstra Gudde Management Consultants, Amersfoort 2000. (PDF; 826 kB)
- Spaces of Hope. 2000.
- Spaces of Capital: Towards a Critical Geography. 2001.
- The New Imperialism. 2003.
  - Der neue Imperialismus. VSA, Hamburg 2005, ISBN 3-89965-092-1 (Buch als PDF-Datei).
- Paris, Capital of Modernity. 2003.
- A Brief History of Neoliberalism. 2005.
  - Kleine Geschichte des Neoliberalismus. Rotpunktverlag, Zürich 2007, ISBN 978-3-85869-343-3.
- Spaces of Global Capitalism: Towards a Theory of Uneven Geographical Development. Steiner, Stuttgart 2005, ISBN 3-515-08746-X.
  - Räume der Neoliberalisierung: Theorie der ungleichen Entwicklung. VSA, Hamburg 2007, ISBN 978-3-89965-230-7.
- Organizing for the anti-capitalist transition. 2010.
  - Den antikapitalistischen Übergang organisieren. VSA, Hamburg 2010, ISBN 978-3-89965-959-7.
- A Companion to Marx’s Capital. 2010.
  - Marx Kapital lesen. Ein Begleiter für Fortgeschrittene und Einsteiger. VSA, Hamburg 2011, ISBN 978-3-89965-415-8.
- The Enigma of Capital: And the Crises of Capitalism. Profile Books, 2011.
  - Das Rätsel des Kapitals entschlüsseln. Den Kapitalismus und seine Krisen überwinden.  VSA, Hamburg 2014, ISBN 978-3-89965-442-4.
- Kapitalismuskritik. Eine Flugschrift. VSA, Hamburg 2012, ISBN 978-3-89965-527-8.
- The urban roots of financial crises. In: Socialist Register. Vol. 48, 2012
  - Die urbanen Wurzeln der Finanzkrise. Die Stadt für den antikapitalistischen Kampf zurückgewinnen. VSA, Hamburg 2012, ISBN 978-3-89965-965-8 (Neuauflage 2022, ISBN 978-3-96488-152-6).
- Rebel cities. From the Right to the City to the Urban Revolution. Verso, 2012.
  - Rebellische Städte. Vom Recht auf Stadt zur urbanen Revolution. Suhrkamp, Berlin 2013, ISBN 978-3-518-12657-8.
- A Companion To Marx's Capital, Volume 2. Verso, London 2013.
  - Marx’ 2. Band des »Kapital« lesen. Ein Begleiter zum Verständnis der Kreisläufe des Kapitals. VSA, Hamburg 2018, ISBN 978-3-89965-716-6.
- Seventeen Contradictions and the End of Capitalism. Profile Books 2014.
  - Siebzehn Widersprüche und das Ende des Kapitalismus. Ullstein, Berlin 2015, ISBN 978-3-550-08089-0.
- The Ways of the World. Profile Books 2017.
- Marx and Capital and the Madness of Economic Reason (2017)
- A Companion to Marx's Grundrisse (2023)